# Muhammad Oliver
Muhammad Ramadan Oliver (Brooklyn, 12 marzo 1969) è un ex giocatore di football americano statunitense che ha militato nel ruolo di cornerback nella National Football League (NFL).

## Carriera
Dopo avere giocato al college a football con gli Oregon Ducks, Oliver fu scelto nel corso del nono giro (249º assoluto) del Draft NFL 1992 dai Denver Broncos. In tre stagioni da professionista giocò anche per i Green Bay Packers, Kansas City Chiefs, Miami Dolphins e i Washington Redskins. Complessivamente disputò 21 partite mettendo a segno un intercetto.

## Famiglia
Il figlio Isaiah Oliver gioca nella NFL per i San Francisco 49ers.